# Amstrad CPC 664
L’Amstrad CPC 664 est un ordinateur personnel de la lignée des Amstrad CPC, qui succède à l’Amstrad CPC 464. Cet ordinateur basé sur le processeur Zilog Z80 est sorti au printemps 1985 et s'est vendu à environ 80 000 exemplaires en raison de son prix très bas.
Les principales différences par rapport au 464 sont  :
- Pour le stockage d'information, remplacement du lecteur de cassette par un lecteur de disquette 3 pouces.
- Pour le clavier, les différences concernent la couleur des touches et la disposition des touches de direction.
- Le Locomotive BASIC passe de la version 1.0 à la version 1.1.

## Historique
Le CPC 664 a été imaginé par William Poel. Cet ordinateur était selon lui « une évolution naturelle ». Il aurait inséré un lecteur de disquettes dans un CPC 464, ce qui aurait étonné Alan Sugar.

## Description
Cet ordinateur est équipé du processeur Zilog Z80A (8 bits) cadencé à 4 MHz, de 64 Ko de mémoire vive (RAM) et de 48 Ko de mémoire morte (ROM) dont 32 Ko pour la ROM du CPC 664 et 16 Ko pour l'Amsdos.
Le lecteur de disquette est un 3 pouces Hitachi. Ce format a été choisi car il était moins coûteux que les autres. Le clavier utilisé était différent de celui du CPC 464. Les différences concernaient la couleur des touches et la disposition des touches de direction. La membrane du clavier était plus fragile. Le BASIC intégré Locomotive BASIC, passe de la version 1.0 à la version 1.1, et apporte des améliorations (des commandes telles que FILL, FRAME et MASK sont ajoutées).